# Alexandra Skoglund
Louise Sophie Alexandra Skoglund (Estocolmo, 22 de octubre de 1862-Estocolmo, 12 de febrero de 1938) fue una sufragista, activista por los derechos de las mujeres, historiadora y política sueca.
Skoglund nació el 22 de octubre de 1862 en la parroquia de Klara, en Estocolmo, capital de la entonces Suecia de la Unión entre Suecia y Noruega. Skoglund se graduó en el Högre lärarinneseminariet (en sueco: Real Seminario de Maestras Avanzadas) en 1883. Fue profesora en la Åhlinska skolan entre 1912 y 1933.
Entre 1902 y 1903, fue una de las fundadoras de la Asociación Nacional para el Sufragio Femenino. Después de que la Asociación Nacional para el Sufragio Femenino abandonara su neutralidad política en 1911, cuando el conservador Partido Moderado era el único partido que se oponía al sufragio femenino, Alexandra Skoglund fue una de las sufragistas de derecha que creó la Asociación Moderada para el Sufragio Femenino. Fue presidenta del Grupo de Mujeres Moderadas del Partido Moderado entre 1920 y 1938.
Skoglund murió el 12 de febrero de 1938 en Estocolmo, capital del Reino de Suecia (la unión con Noruega finalizó en 1905).